# NGC 2666
NGC 2666 is een open sterrenhoop in het sterrenbeeld Lynx. Het hemelobject werd op 19 maart 1828 ontdekt door de Britse astronoom John Herschel.